# ベートーベン・ウィルス
ベートーベン・ウィルス（原題：베토벤 바이러스）は、MBCにて2008年9月10日から11月13日まで放送された韓国ドラマ。
日本では、テレビ東京ランチチャンネル枠にて2009年4月6日から6月9日まで『ベートーベン・ウィルス〜愛と情熱のシンフォニー〜』という題名で、毎週月曜火曜12時5分 - 13時00分に放送された。フジテレビ韓流α〜チャン・グンソク祭り〜として、フジテレビ独自の話数（全12話）で2011年2月1日から2月17日まで毎週月曜から金曜14時7分 - 15時57分に放送された。その後、BSフジ韓ドラ☆17枠にて、2011年6月1日から2011年6月24日まで毎週月曜から金曜の17時00分 - 17時55分で放送されている。

## 作品概要
音楽に挫折した者たちと世渡りの下手な指揮者が生み出す奇跡をコメディ・タッチで描いたドラマ。全18回。他にスペシャルが1回放送された。当初は全16回の予定だったが、視聴率が20%前後を維持するほどの好評を得たため、2回延長された。特に強烈な個性を持つ主人公のカン・マエの人気は凄まじく、カン・マエが身に着けていたファッションがブームになるなどカン・マエシンドロームと呼ばれる現象を巻き起こしたと言われている。
挿入歌『聞こえますか』を少女時代のテヨンが歌い、これも大ヒットした。

## ストーリー
ソクラン（석란）市庁職員のトゥ・ルミは適当に提案した「市を音楽の町にしよう」という企画が通り、オーケストラの運営を任されることとなる。ルミは有名な音楽家を集めてプロジェクト・オーケストラを結成するが、オーケストラの公演プロデューサーにお金を横領され、そのためギャラがもらえないと知った団員たちにも去られてしまう。やむなく、ルミは音楽の心得のある市民たちをボランティアとして募り、新たなプロジェクト・オーケストラを結成し、出来るだけお金をかけずに公演をおこなおうとする。
プロジェクト・オーケストラには、音楽の道を断念していた警察官のカン・ゴヌ、主婦のチョン・ヒヨン、会社員のパク・ヒョックオン、ソウル市響を退職したキム・ガヒョンなどが集まり、なんとかさまになった演奏が出来るようになる。そこへルミが指揮者を依頼していたカン・マエの異名を持つカン・ゴヌが帰国する。カン・マエは高名な指揮者だったが、自他ともに音楽に厳しく、自分の意に沿わない楽団を次々と解散に追い込む楽団キラーのあだ名をつけられるほどの頑固な人物であった。
案の定、カン・マエは素人同然のプロジェクト・オーケストラの団員たちを毎日のように罵倒し、まともに指導しようともしなかった。やがて、団員とカン・マエの対立は深いものとなり、カン・マエは指揮者の地位をいったんは降りてしまう。しかし、カン・マエのライバル、チョン・ミョンファンが素人の子どもたちによる楽団を成功させた実績を持ち、その実績を買われて自分の後任としてソクラン市に招請されると知ったカン・マエは、指揮者の地位に戻り、熱心に団員たちを指導するようになる。
やがて、団員たちとカン・マエの心は一つになり、公演は無事成功する。喜んだ市長はカン・マエを指揮者とする正式な市響の創設を宣言し、プロジェクト・オーケストラの団員たちは自分たちが市響に迎えられるものと期待する。一方、カン・マエはあくまでもプロの音楽家とプロジェクト・オーケストラの団員たちの実力の違いを見せつけ、団員たちに音楽の道をあきらめさせようとするが…。

## 主な登場人物
カン・マエ：キム・ミョンミン（吹替：木下浩之）
40歳。指揮者。カン・マエ（マエストロの略）は通称。本名はカン・ゴヌ。音楽に関しては自分にも他人にも一切の妥協を許さず、そのためには楽団の前途をも顧みない姿勢からオーケストラ・キラーと恐れられる辣腕音楽家。大統領の前で公演を中止したことすらある。ルミに依頼されたソクラン市のプロジェクト・オーケストラの指揮を最後までやり抜き、その成功を受けて新設されたソクラン市響の指揮者に迎えられる。
傲岸不遜な実力至上主義者だが、天才型ではなく努力型の音楽家であり、貧しい家の出で苦学を経験している。そのため、かのモーツァルトや労せずして頂点を極めた学友チョン・ミョンファンや絶対音感に恵まれたカン・ゴヌ（同姓同名のトランペット奏者）といった天才型の音楽家に対しては複雑な感情を抱いている。
ルミが自分に寄せる好意に気付いているが、ルミには自分よりゴヌが相応しいと思っている。
トゥ・ルミ：イ・ジア （吹替：桑島法子）
25歳。ヴァイオリン奏者。音楽大学出身のソクラン市庁職員。かつてプロ奏者への道を断念した。自身が発案したプロジェクト・オーケストラにコンサート・マスターとして参加する。病によって失われつつある聴力が残っている間に好きな音楽を極めようとソクラン市響に押しかける。
当初はゴヌと親密であったが、次第にカン・マエに惹かれていく。
カン・ゴヌ：チャン・グンソク（吹替：小松史法）
25歳。トランペット奏者。指揮者。荒っぽいやり方で人助けをしたかどで停職処分を受けた警察官。かつて音楽大学への進学を断念した。停職処分中にプロジェクト・オーケストラに参加する。その後、警察を退職し、ソクラン市響の楽団員に採用される。
絶対音感を持ち、一度聞いた旋律は完全に再現することが出来るため、楽譜を必要とせず、その読み方も知らなかった。やがて、正式に音楽を勉強することの必要性に気付き、カン・マエに師事する。
キム・ガヒョン：イ・スンジェ（吹替：小島敏彦）
65歳。オーボエ奏者。元プロ奏者の老人。かつてソウル市響でオーボエ首席を務めた。プロジェクト・オーケストラに参加する。
経験豊富で音楽の世界に関して博識であり、ルミやゴヌの相談に乗ることも多い。
イドゥンのことを気にかけており、彼女を音楽の道に引き戻そうと尽力する。
時折、認知症の症状が出て、物忘れがひどくなったり、今自分がどこにいるのかすら分からなくなってしまうことがある。
チョン・ヒヨン：ソン・オクスク（吹替：大西多摩恵）
52歳。チェロ奏者。音楽大学出身の専業主婦。かつて家族に尽くすために音楽を続けることを断念した。ゴヌの叔母でルミの大家。プロジェクト・オーケストラに参加し、カン・マエの罵倒に傷付き脱退するが、自分に無関心な家族に尽くすことに疑問を感じて復帰する。
当初は引っ込み思案だったが、次第に強さを身に付け自己主張出来るようになっていく。
パク・ヒョックォン：チョン・ソギョン（吹替：石住昭彦）
36歳。コントラバス奏者。音楽大学出身の会社員。ルミの先輩。プロジェクト・オーケストラに参加するが、仕事の関係で公演には不参加。その後、卑劣な後輩を重用する会社に愛想を尽かして退職し、ソクラン市響の楽団員に採用される。
会社員時代も演奏の練習を欠かさなかったため、実力的にはプロ奏者として申し分の無いレベルである。
ペ・ヨンギ：パク・チョルミン（吹替：多田野曜平）
37歳。トランペット奏者。場末のキャバレーのサックス奏者。経歴を詐称してプロジェクト・オーケストラに参加する。元来嘘をつくのが苦手なのと演奏技術の拙さのせいで詐称は簡単に看破されてしまったが、音楽を愛する気持ちの強さは本物である。
お調子者だが根は善良で、楽団内ではムードメーカーを務めた。
ハ・イドゥン：ヒョン・ジュニ（吹替：冠野智美）
17歳。フルート奏者。芸術高校に通っていたが、後に経済的理由で中退。ギャラ目当てでプロジェクト・オーケストラに参加する。他の団員達に金を無心して回っていることを彼女の窮状を知らないガヒョンに告発され、楽団を追われる。その後、家計を助けるために怪しげなアルバイトに手を出していたが、事情を知ったガヒョンの説得で再び音楽の道を目指すようになる。

## スタッフ
- 演出：イ・ジェギュ
- 脚本：ホン・ジナ、ホン・ジャラム